# 1855 год в истории железнодорожного транспорта
1855 год в истории железнодорожного транспорта

## События
- 8 января — прошёл первый поезд от Чикаго до Каира в штате Иллинойс.
- 28 января — Панамская железная дорога становится первой железной дорогой, соединившей Атлантический океан с Тихим океаном. Первый поезд проходит через всю Панаму[1].
- 19 февраля — открылась железнодорожная линия Халтинген — Базель.
- 1 ноября — Неподалёку от Сент-Луиса произошла крупная железнодорожная катастрофа: экскурсионный поезд Pacific Railroad при пересечении железнодорожного моста рухнул в реку вместе с пассажирами. Свыше 30 человек погибли и сотни получили серьёзные ранения.
- В Бразилии построена первая железная дорога Рио-де-Жанейро-Петрополис.[1]

## Новый подвижной состав
- В Российской империи впервые построены двухосные вагоны грузоподъёмностью 6,5-10 тонн.[1]